# Griveta galtagrisa
La griveta galtagrisa (Catharus mexicanus) és un ocell de la família dels túrdids (Turdidae).

## Hàbitat i distribució
Viu entre la malesa dels boscos i vegetació secundària de les muntanyes de Mèxic, cap al sud, a través de l'est de Guatemala, Hondures, Nicaragua i Costa Rica fins l'oest de Panamà.